# Massengrab im Kohlenbergwerk von Datong

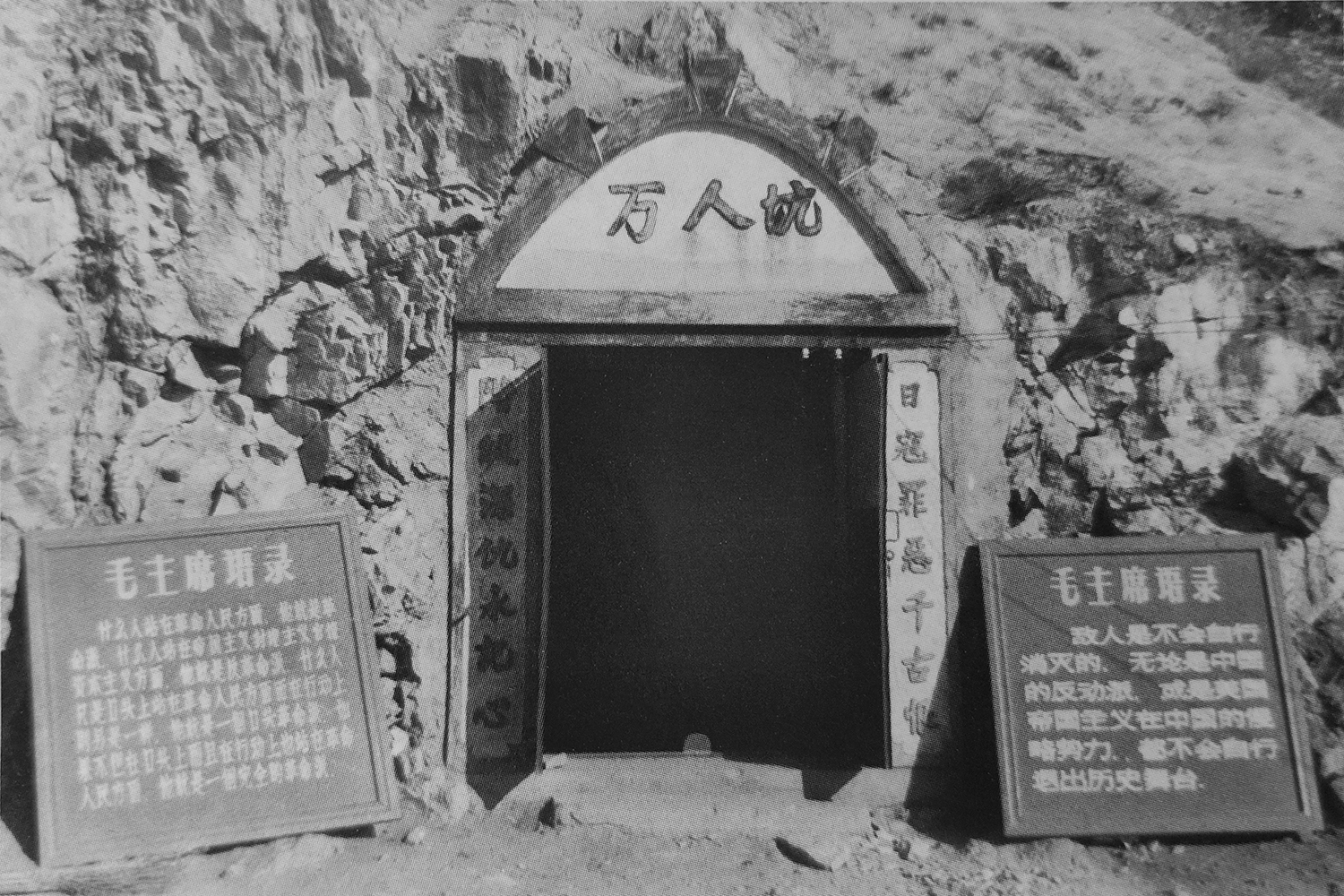
Oberer Eingang zum Massengrab, Foto von 1966

Das Massengrab im Kohlenbergwerk von Datong (chinesisch 大同煤矿万人坑, Pinyin Dàtóng méikuàng wànrénkēng) ist ein Massengrab aus der Zeit der japanischen Besatzung (1937–1945) während des Zweiten Japanisch-Chinesischen Krieges im Kohlenbergwerk von Datong in der Provinz Shanxi im Norden Chinas.
Dem Buch des Historikers Li Jinwen von 2005 zufolge wurden dort mehr als 155.000 (statt der bis dahin geschätzten 60.000) Arbeiter von japanischen Soldaten getötet. Er hatte ab 1963 hunderte Überlebende und Angehörige der Opfer befragt und in 8 Archiven, die die Japaner zurückgelassen haben, geforscht.
Das Massengrab steht seit 2006 auf der Liste der Denkmäler der Volksrepublik China (6-905).
Der Künstler Wang Youshen (* 1964) verarbeitete die Geschehnisse in dem Werk: Washing: The Mass Grave at Datong 1941 (1995).